# Аренсбург (Германия)
Аренсбург (нем. Ahrensburg) — город в Германии, в земле Шлезвиг-Гольштейн.
Входит в состав района Штормарн. Население составляет 31 276 человек (на 31 декабря 2010 года). Занимает площадь 35,3 км². Официальный код — 01 0 62 001.
Город подразделяется на 5 городских районов.

## Достопримечательности
- Аренсбург — старинный замок на воде.

## Персоналии
- Шиммельман, Генрих Карл фон (1724—1782) — немецко-датский государственный деятель, предприниматель.

## Фотографии
- Замок Аренсбург
- Церковь при замке
- Богоугодные дома
- Герб города